# Lymanopoda
Lymanopoda är ett släkte av fjärilar. Lymanopoda ingår i familjen praktfjärilar.

## Dottertaxa tillLymanopoda, i alfabetisk ordning[1]
- Lymanopoda acraeida
- Lymanopoda affineola
- Lymanopoda affinis
- Lymanopoda albifasciatus
- Lymanopoda albocincta
- Lymanopoda albofasciatus
- Lymanopoda albomaculata
- Lymanopoda altaselva
- Lymanopoda altis
- Lymanopoda apulia
- Lymanopoda brunhilda
- Lymanopoda caeruleata
- Lymanopoda caucana
- Lymanopoda caudalis
- Lymanopoda cillutinarca
- Lymanopoda cinna
- Lymanopoda confusa
- Lymanopoda decorata
- Lymanopoda eubagioides
- Lymanopoda euopis
- Lymanopoda excisa
- Lymanopoda ferruginosa
- Lymanopoda galactea
- Lymanopoda gortyna
- Lymanopoda gortynoides
- Lymanopoda harknessi
- Lymanopoda hazelana
- Lymanopoda huilana
- Lymanopoda hyagnis
- Lymanopoda ignilineata
- Lymanopoda insula
- Lymanopoda intermedia
- Lymanopoda ionius
- Lymanopoda issacha
- Lymanopoda jonius
- Lymanopoda keithi
- Lymanopoda kruegeri
- Lymanopoda labda
- Lymanopoda labineta
- Lymanopoda lactea
- Lymanopoda larumna
- Lymanopoda larunda
- Lymanopoda lebbaea
- Lymanopoda lethe
- Lymanopoda leucotecta
- Lymanopoda levana
- Lymanopoda luttela
- Lymanopoda maletera
- Lymanopoda malia
- Lymanopoda marginalis
- Lymanopoda marianna
- Lymanopoda marica
- Lymanopoda maso
- Lymanopoda melia
- Lymanopoda nevada
- Lymanopoda nevadensis
- Lymanopoda nivea
- Lymanopoda obsoleta
- Lymanopoda ocellifera
- Lymanopoda palumba
- Lymanopoda panacea
- Lymanopoda paramera
- Lymanopoda pieridina
- Lymanopoda polymmatus
- Lymanopoda rana
- Lymanopoda samius
- Lymanopoda shefteli
- Lymanopoda sororcula
- Lymanopoda tolima
- Lymanopoda translucida
- Lymanopoda trimaculata
- Lymanopoda umbratilis
- Lymanopoda venosa
- Lymanopoda venusia
- Lymanopoda zoippus